# Dirty Projectors
Dirty Projectors es un grupo estadounidense de indie rock originario de Brooklyn, formado en 2002. La banda es el proyecto de cantautor David Longstreth, quien se ha desempeñado como el único miembro constante de la banda durante numerosos cambios de formación. La banda está formada por Longstreth, junto a Mike Daniel Johnson (batería), Maia Friedman (voces, guitarra y teclado), Felicia Douglass (voces, percusión y teclado) y Kristin Slipp (voces y teclado).[cita requerida]
Desde su formación, Dirty Projectors ha lanzado ocho álbumes de estudio. El proyecto presenta importantes contribuciones de la co-vocalista y guitarrista Amber Coffman de 2006 a 2013. Tras el lanzamiento de Rise Above (2007), un álbum de canciones de Black Flag reimaginadas de memoria, Dirty Projectors lanzó su álbum Bitte Orca en 2009. Con las voces principales de Longstreth, Coffman y Angel Deradoorian, el álbum recibió elogios generalizados de la crítica y aumentó significativamente la exposición de la banda.[¿según quién?] Su siguiente álbum, Swing Lo Magellan (2012) fue lanzado con mayor éxito.[cita requerida]
Tras la partida de Coffman en 2013, Longstreth centró Dirty Projectors en un proyecto mayoritariamente de estudio, lanzando los álbumes, Dirty Projectors y Lamp Lit Prose, en 2017 y 2018, respectivamente. Dirty Projectors se convirtió nuevamente en una banda completa en 2018 con la incorporación de las co-vocalistas principales Felicia Douglass, Maia Friedman y Kristin Slipp para realizar una gira en apoyo de Lamp Lit Prose. Inspirados por la química y la dinámica de la formación actual de la banda, el grupo grabó y lanzó cinco EPs a lo largo de 2020.[cita requerida]

## Historia

### 2002-2007: Primeros años
Mientras estudiaba en Yale, Longstreth pasó parte de los años 2001 y 2002 trabajando en una serie de ideas musicales, junto con su hermano Jake. Esto resultó en el álbum, The Graceful Fallen Mango, que fue lanzado en 2002 bajo su propio nombre e introdujo su uso distintivo de arreglos de canciones y su combinación de producción de baja fidelidad y alta fidelidad. Con la ayuda de Adam Forkner de Yume Bitsu, Longstreth grabó y lanzó The Glad Fact en el sello Western Vinyl bajo el nombre de "The Dirty Projectors" en 2003. Dos años más tarde, la banda lanzó The Getty Address, un álbum conceptual sobre el músico. Don Henley que cuenta con un amplio acompañamiento orquestal y coral. El EP simplificado New Attitude siguió en 2006 y presentó indicios de la interacción vocal y el trabajo de guitarra posteriores de la banda.
En 2007, la banda publicó el álbum Rise Above, un álbum de canciones de Black Flag reimaginadas de memoria. El álbum introdujo el contraste distintivo de la banda entre la voz de Longstreth y las armonías de Amber Coffman y Susanna Waiche, quien luego fue reemplazada por Angel Deradoorian. En apoyo del álbum, la banda interpretó canciones para una sesión de video acústico Take Away Show filmada por Vincent Moon.

### 2008-2011: Domino Records y nuevos proyectos
En abril de 2008, Dirty Projectors firmó con Domino Records, y el sello anunció el lanzamiento de su quinto álbum de larga duración, Bitte Orca, para el 9 de junio de 2009. Bitte Orca presentó a la corista/percusionista auxiliar adicional Haley Dekle como nuevo miembro y el bajista Nat Baldwin regresa a la banda (anteriormente fue miembro de Dirty Projectors de 2005 a 2006). Ese año, la banda también colaboró con David Byrne en la canción "Knotty Pine" para el álbum recopilatorio Dark Was the Night producido por Red Hot Organization.. Byrne se unió a Dirty Projectors en el escenario para interpretar esta canción, junto con "Ambulance Man", otra pista colaborativa no incluida en la compilación, en el concierto "Dark Was the Night Live" en el Radio City Music Hall de la ciudad de Nueva York el 3 de mayo de 2009. .
"Stillness is the Move" fue el primer sencillo desprendido de Bitte Orca, un híbrido con influencias de R&B alternativo y de África Occidental, cantado por Coffman e inspirado en la película Wings of Desire de Wim Wenders. Bitte Orca recibió críticas positivas, incluida la revista Rolling Stone que calificó el álbum como el número 6 en sus mejores 25 álbumes de 2009.
Dirty Projectors iba a lanzar un nuevo EP en septiembre de 2009 titulado Temecula Sunrise. Si bien el EP nunca se lanzó, dos de sus pistas, "Ascending Melody" y "Emblem of the World", se ofrecieron para su descarga gratuita en el sitio web de Dirty Projectors a principios de 2010.
El 8 de mayo de 2009, los miembros de Dirty Projectors colaboraron con Björk para interpretar una composición original de Longstreth, escrita para cinco voces y guitarra acústica, como parte de un concierto benéfico en beneficio de Housing Works, una organización sin fines de lucro dedicada a brindar refugio a hombres sin hogar. , mujeres y niños que padecen SIDA. El concierto se llevó a cabo en Housing Works Bookstore & Café en el centro de la ciudad de Nueva York. El 30 de junio de 2010, Dirty Projectors anunció el lanzamiento de Mount Wittenberg Orca, un EP solo digital con Björk basado en la colaboración de los artistas. Mount Wittenberg Orca fue lanzado físicamente por Domino Records en 2011.

### 2012-2015: Swing Lo Magellan
El 30 de marzo de 2012, Dirty Projectors lanzó el primer sencillo de su sexto álbum, 'Swing Lo Magellan, "Gun Has No Trigger". El álbum fue lanzado el 10 de julio en los Estados Unidos y el 9 de julio a nivel internacional.
El 7 de septiembre de 2012, Dirty Projectors estrenó un cortometraje, dirigido por Longstreth, llamado "Hi Custodian".
El 6 de noviembre de 2012, Dirty Projectors lanzó About to Die, un EP de lanzamiento digital y en vinilo con varias pistas nuevas.
En 2015, los miembros de Dirty Projectors hicieron un cameo como ellos mismos en la película Mistress America de Noah Baumbach.

### 2016-2019: Dirty Projectos, Lamp Lit Prose y nueva alineación
El 19 de septiembre de 2016, Dirty Projectors comenzó a publicar videos e imágenes en las redes sociales mostrando música nueva. Después del lanzamiento de las pistas "Keep Your Name", "Little Bubble" y "Up in Hudson", se anunció que el séptimo álbum homónimo se lanzaría el 24 de febrero de 2017 a través de Domino. El álbum finalmente se lanzó tres días antes, el 21 de febrero de 2017. Marcó un regreso a las raíces solistas del grupo para Longstreth (quien en ese momento se mudó a Los Ángeles, California para construir un estudio de grabación llamado "Ivo Shandor"), presentó un sonido de R&B alternativo más electrónico y abordó su ruptura con Coffman, su excompañero de banda y novia.
Al año siguiente, el 13 de julio de 2018, Dirty Projectors lanzó su octavo álbum, Lamp Lit Prose, después de presentar tres sencillos, "Break Thru", "That's a Lifestyle" y "I Feel Energy". La gira del álbum marcó el renacimiento de Dirty Projectors como proyecto grupal, con David Longstreth en la voz principal y la guitarra; los miembros que regresan Nat Baldwin y Mike Daniel Johnson en bajo/bajo sintetizado y batería, respectivamente; y presentando a Maia Friedman en guitarra, teclados y coros, Felicia Douglass en percusión, teclados y coros, y Kristin Slipp en teclados y coros.
A fines de 2018, la banda grabó un álbum en vivo en el estudio en la central eléctrica de la ciudad de Nueva York para capturar arreglos en vivo probados en la carretera de canciones que habían estado interpretando en la gira Lamp Lit Prose. El álbum Sing the Melody se lanzó el 10 de diciembre de 2019 en Domino Documents.

### 2020: Five EPs
En 2020, la banda anunció que lanzaría cinco EP a lo largo del año, y Longstreth señaló: "Para mí, este ciclo de EP se trata de crecimiento, transición, espacio liminal, identidad cambiante. Allen Ginsberg tenía una frase, 'primer pensamiento, mejor pensamiento', para hablar de un tipo particular de escritura, no escritura automática exactamente, sino rápida, espontánea, confiada. Para mí, estas canciones son sobre el redescubrimiento de ese lugar, después de los uróboros estéreo de la era de Ivo Shandor [Studio] (Dirty Projectors y Lamp Lit Prose). Y creo que para nosotros, Felicia, Maia, Kristin, Mike y yo, se trata de encontrarlo por primera vez: tocar, escribir, aprender juntos como una nueva banda".
El primer EP, Windows Open, se lanzó el 27 de marzo de 2020. El EP contó con la voz principal y la escritura de Friedman con la escritura, la producción y la mezcla a cargo de Longstreth. Oliver Hill de Vagabon agregó arreglos de cuerdas al lanzamiento. El segundo EP, Flight Tower, apareció en mayo. Contó con la voz principal de Douglass y fue precedido por el sencillo "Lose Your Love". Medios como Pitchfork elogiaron las contribuciones vocales idiosincrásicas suaves y frescas de Douglass. A principios de septiembre apareció el Super João inspirado en Bossa Nova. A esto le siguió el EP Earth Crisis en octubre, que contó con la voz principal de Slipp y arreglos para cuarteto de cuerdas y quinteto de viento de Longstreth. Las grabaciones de estos arreglos, que proporcionan la columna vertebral del sonido del EP, se realizaron inicialmente con Chris Taylor en 2008 como reinterpretaciones orquestales de Rise Above de 2007, y luego fueron remuestreadas por Longstreth en la producción de Earth Crisis. El EP estuvo acompañado por un cortometraje dirigido por Isaiah Saxon. La entrega final titulada Ring Road, con los cinco miembros, fue lanzada en noviembre. La compañía discográfica compiló los cinco como el álbum 5EPs de 20 pistas.

## Estilo musical
Dirty Projectors ha sido descrito musicalmente como un grupo de indie rock, art pop, indie pop, pop progresivo y chamber pop.
Si bien a menudo se asocia con la escena indie rock de Nueva York de finales de la década de 2000, los críticos han vinculado a Dirty Projectors con músicos de muchos géneros, incluidos los artistas de la nueva ola David Byrne y Squeeze, las estrellas del pop Beyoncé y Mariah Carey, y los músicos de rock progresivo Frank Zappa y Yes. En una entrevista de 2009, Longstreth aceptó algunas de estas comparaciones, pero expresó su disgusto por varios de esos músicos y comentó: "Steely Dan es una banda que no me gusta mucho", "No soy un gran tipo de Yes" y "A Frank Zappa lo odio".

## Discográfia
- 2003: The Glad Fact
- 2003: Morning Better Last!
- 2004: Slaves' Graves and Ballads
- 2005: The Getty Address
- 2007: Rise Above
- 2009: Bitte Orca
- 2012: Swing Lo Magellan
- 2017: Dirty Projectors
- 2018: Lamp Lit Prose
- 2020: 5EPs